# Uzgojni oblik šume
Uzgojni oblik šume govori o načinu postanka šume i njenoj strukturi. Postoji visoki, srednji i niski uzgojni oblik šuma.

## Visoki uzgojni oblik
Šumske sastojine visokog uzgojnog oblika nastale su iz sjemena prirodnim putem ili sadnjom sadnica, sjetvom sjemena umjetnim putem. Uzgajaju se u visokim il dugim ophodnjama, po čemu su dobile ime. Ophodnja je vrijeme od nastanka šumske sastojine do završne sječe. Većina šuma u Hrvatskoj nalaze se u visokom uzgojnom obliku. Taj oblik gospodarenja daje najbolje rezultate.

## Srednji uzgojni oblik
Srednji uzgojni oblik ima dio stabla iz sjemena, a dio iz panja. Ophodnja stabla iz sjemena jednaka je višekratniku ophodnje stabala iz panja. U Hrvatskoj se tako gospodari šumom Dundo na Rabu. Stabla iz panja crnog jasena sijeku se svakih 20 godina, a stabla hrasta crnike svakih 80 godina. Srednji uzgojni oblik rijedak je u Hrvatskoj. Najčešće se javlja kao rezultat loše prirodne obnove pa je prijelazni oblik prema visokom uzgojnom obliku. Srednji oblik čest je u Francuskoj u privatnim šumama. Privatnici koriste stabla iz sjemena za tehničku oblovinu, a stabla iz panja kao ogrjevno drvo. Mogu biti čiste (jednovrsne) i mješovite šumske sastojine.

## Niski uzgojni oblik
Sastojine niskog uzgojnog oblika zovu se i panjače. Karakteristične su za većinu privatnih šuma u Hrvatskoj. Većina stabala nastala je iz panja i uzgajaju se niskim ili kratkim ophodnjama. Panjače nastaju namjerno, zbog potrebe za ogrjevnim drvom ili zbog potreba lova (odgovaraju određenim vrstama divljači). Neke panjače nastale su zbog lošeg gospodarenja šumom, obično u privatnim šumama. Panjače imaju nižu kvalitetu prirasta drvne mase i slabije općekorisne funkcije šume u odnosu na šume visokog uzgojnog oblika. 
Prema uzgojnom obliku i načinu gospodarenja sastojine se mogu podijeliti na regularne (jednodobne) sastojine i preborne sastojine. U regularnoj su sva stabla podjednako visoka, debela i stara, a u prebornoj sastojini postoje stabla različitih visina i promjera.